# قائمة أعمال ريزدنت إيفل

شعار لعبة ريزدنت إيفل الجزء الأول.

ريزدنت إيفل (بالأنجليزية:Resident Evil) معروفة باليابان ب (Biohazard) وتعني الشر المقيم هي سلسلة من ألعاب الفيديو تم تطويرها ونشرها بواسطة شركة كابكوم اليابانية. اللعبة من نمط رعب البقاء. حققت السلسلة مبيعات جيدة وقدرت عدد المبيعات 30 مليون نسخة حتى شهر فبراير 2006. ونظرا لاشتهار السلسلة وانتشارها تم عمل العديد من الافلام السينمائيه عن السلسلة بالسينما الأمريكية وعدد من المسلسلات.

## ألعاب الفيديو

### السلسلة الرئيسية

#### السلسلة الاصلية
| العنوان | التفاصيل |
| --- | --- |
| ريزدنت إيفل تواريخ الإصدار الأصلية: JP March 22, 1996 NA March 30, 1996 PAL August 1, 1996                               | سنوات الإصدار وفقاً للمشغل: 1996 - بلاي ستيشن 1996 - ويندوز 1997 -بلاي ستيشن (نسخة المخرج) 1997 - سيجا ساترون 1998 -بلاي ستيشن (نسخة المخرج دوال شوك فير.) 2006 - نينتندو دي أس 2008 - بلاي ستيشن 3 وبلاي ستيشن المحمول وبلاي ستيشن فيتا (نسخة المخرج)                                           |
| ريزدنت إيفل تواريخ الإصدار الأصلية: JP March 22, 1996 NA March 30, 1996 PAL August 1, 1996                               | ملاحظات: - نسخة المخرج ونسخة المخرج دوال شوك فير. |
| ريزدنت إيفل 2 تواريخ الإصدار الأصلية: NA January 21, 1998 JP January 29, 1998 PAL April 29, 1998                         | سنوات الإصدار وفقاً للمشغل: 1998 -بلاي ستيشن 1998 -بلاي ستيشن (دوال شوك فير.) 1998 - Game.com 1998 - ويندوز 1999 - نينتندو 64 1999 - دريم كاست 2003 - جيم كيوب 2009 -بلاي ستيشن 3 و بلاي ستيشن المحمول و بلاي ستيشن فيتا (دوال شوك فير.)                                                         |
| ريزدنت إيفل 2 تواريخ الإصدار الأصلية: NA January 21, 1998 JP January 29, 1998 PAL April 29, 1998                         | |
| ريزدنت إيفل 3: نمسيس تواريخ الإصدار الأصلية: JP September 22, 1999 NA November 11, 1999 EU February 21, 2000             | سنوات الإصدار وفقاً للمشغل: 1999 -بلاي ستيشن 2000 - ويندوز 2000 - دريم كاست 2003 - جيم كيوب 2009 -بلاي ستيشن 3 و بلاي ستيشن المحمول و بلاي ستيشن فيتا |
| ريزدنت إيفل 3: نمسيس تواريخ الإصدار الأصلية: JP September 22, 1999 NA November 11, 1999 EU February 21, 2000             | |
| ريزدنت إيفل كود: فيرونكا تواريخ الإصدار الأصلية: JP February 3, 2000 NA February 29, 2000 EU May 26, 2000                | سنوات الإصدار وفقاً للمشغل: 2000 - دريم كاست 2001 - بلاي ستيشن 2 2003 - جيم كيوب 2011 -بلاي ستيشن 3 و أكسبوكس 360 2017 - بلاي ستيشن 4 |
| ريزدنت إيفل كود: فيرونكا تواريخ الإصدار الأصلية: JP February 3, 2000 NA February 29, 2000 EU May 26, 2000                | |
| ريزدنت إيفل زيرو تواريخ الإصدار الأصلية: NA November 12, 2002 JP November 21, 2002 AU February 28, 2003 EU March 7, 2003 | سنوات الإصدار وفقاً للمشغل: 2002 - جيم كيوب 2008 - نينتندو وي 2016 -بلاي ستيشن 3 و بلاي ستيشن 4 و أكسبوكس 360 و أكسبوكس ون و ويندوز 2019 - نينتندو سويتش |
| ريزدنت إيفل زيرو تواريخ الإصدار الأصلية: NA November 12, 2002 JP November 21, 2002 AU February 28, 2003 EU March 7, 2003 | |
| ريزدنت إيفل 4 تواريخ الإصدار الأصلية: NA January 11, 2005 JP January 27, 2005 PAL March 18, 2005                         | سنوات الإصدار وفقاً للمشغل: 2005 - جيم كيوب 2005 -بلاي ستيشن 2 2007 - ويندوز 2007 - نينتندو وي 2008 - Zeebo 2009 - آي أو إس 2011 -بلاي ستيشن 3 و أكسبوكس 360 2013 - اندوريد 2014 - ويندوز (نسخة التميت دي اتش) 2015 - وي يو (نسخة وي ) 2016 -بلاي ستيشن 4 و أكسبوكس ون 2019 - نينتندو سويتش 2021 |
| ريزدنت إيفل 4 تواريخ الإصدار الأصلية: NA January 11, 2005 JP January 27, 2005 PAL March 18, 2005                         | |
| ريزدنت إيفل 5 تواريخ الإصدار الأصلية: JP March 5, 2009 AU March 12, 2009 NA March 13, 2009 EU March 13, 2009             | سنوات الإصدار وفقاً للمشغل: 2009 -بلاي ستيشن 3 و أكسبوكس 360 و و ويندوز 2010 -بلاي ستيشن و أكسبوكس 360 (نسخة ذهبية) 2015 - ويندوز (نسخة ذهبية) 2016 -بلاي ستيشن 4 و أكسبوكس ون و br>2019 - نينتندو سويتش                                                                                         |
| ريزدنت إيفل 5 تواريخ الإصدار الأصلية: JP March 5, 2009 AU March 12, 2009 NA March 13, 2009 EU March 13, 2009             | ملاحظات: - نسخة ذهبية يحتوي على محتوى اضافي |
| ريزدنت إيفل 6 تواريخ الإصدار الأصلية: WW 2 October 2012 JP 4 October 2012                                                | سنوات الإصدار وفقاً للمشغل: 2012 -بلاي ستيشن 3 و أكسبوكس 360 2013 - ويندوز 2016 -بلاي ستيشن 4 و أكسبوكس ون 2019 - نينتندو سويتش |
| ريزدنت إيفل 6 تواريخ الإصدار الأصلية: WW 2 October 2012 JP 4 October 2012                                                | |
| ريزدنت إيفل 7: بايوهازرد تواريخ الإصدار الأصلية: WW January 24, 2017 JP January 26, 2017                                 | سنوات الإصدار وفقاً للمشغل: 2017 -بلاي ستيشن 4 و أكسبوكس ون و ويندوز 2018 - نينتندو سويتش (اليابان ) 2021 - جوجل ستاديا |
| ريزدنت إيفل 7: بايوهازرد تواريخ الإصدار الأصلية: WW January 24, 2017 JP January 26, 2017                                 | ملاحظات: - يدعم بلاي ستيشن في آر |
| ريزدنت إيفل فيلدج تاريخ الإصدار الأصلي: WW May 7, 2021                                                                   | سنوات الإصدار وفقاً للمشغل: 2021 - بلاي ستيشن 5 و بلاي ستيشن 4 و إكس بوكس سيريس إكس وسيريس إس و أكسبوكس ون, ويندوز, جوجل ستاديا |
| ريزدنت إيفل فيلدج تاريخ الإصدار الأصلي: WW May 7, 2021                                                                   | |

#### إعادة إنتاج (ريميك)
| العنوان | التفاصيل |
| --- | --- |
| ريزدنت إيفل (لعبة فيديو 2002) تواريخ الإصدار الأصلية: JP مارس 22, 2002 NA April 30, 2002 EU September 13, 2002 | سنوات الإصدار وفقاً للمشغل: 2002 - GameCube 2008 - وي 2014 -بلاي ستيشن 3, أكسبوكس 360 2015 -بلاي ستيشن 4, أكسبوكس ون, ويندوز 2019 - نينتندو سويتش                              |
| ريزدنت إيفل (لعبة فيديو 2002) تواريخ الإصدار الأصلية: JP مارس 22, 2002 NA April 30, 2002 EU September 13, 2002 | ملاحظات: - نسخة معاد انتاجها لجزء الاول - أعيد إصداره في وي تحت عنوان أرشيفات الشر المقيم - محسّن بدقة عالية لـ أكسبوكس 360,بلاي ستيشن 3,بلاي ستيشن 4, ويندوز, و نينتندو سويتش |
| ريزدنت إيفل 2 (2019) تاريخ الإصدار الأصلي: يناير 25, 2019                                                      | سنوات الإصدار وفقاً للمشغل: 2019 - بلاي ستيشن 4، مايكروسوفت ويندوز، أكسبوكس ون                                                                                                 |
| ريزدنت إيفل 2 (2019) تاريخ الإصدار الأصلي: يناير 25, 2019                                                      | ملاحظات: - نسخة معاد انتاجها لريزدنت إيفل 2 |
| ريزدنت إيفل 3 (لعبة فيديو 2020) تواريخ الإصدار الأصلية: ابريل 3, 2020                                          | سنوات الإصدار وفقاً للمشغل: 2020 - بلاي ستيشن 4، مايكروسوفت ويندوز، أكسبوكس ون                                                                                                 |
| ريزدنت إيفل 3 (لعبة فيديو 2020) تواريخ الإصدار الأصلية: ابريل 3, 2020                                          | ملاحظات: - نسخة معاد انتاجها لريزدنت إيفل 3: نمسيس |

### سلسلة فرعية

#### انظمة تشغيل
| العنوان | التفاصيل |
| --- | --- |
| ريزدنت إيفل سرفايفر تواريخ الإصدار الأصلية: JP January 27, 2000 EU March 31, 2000 NA August 30, 2000                                           | سنوات الإصدار وفقاً للمشغل: 2000 -بلاي ستيشن, ويندوز                                                                                          |
| ريزدنت إيفل سرفايفر تواريخ الإصدار الأصلية: JP January 27, 2000 EU March 31, 2000 NA August 30, 2000                                           | |
| ريزدنت إيفل غايدن تواريخ الإصدار الأصلية: PAL December 14, 2001 JP March 29, 2002 NA June 3, 2002                                              | سنوات الإصدار وفقاً للمشغل: 2001 - غيم بوي كولر                                                                                               |
| ريزدنت إيفل غايدن تواريخ الإصدار الأصلية: PAL December 14, 2001 JP March 29, 2002 NA June 3, 2002                                              | |
| ريزدنت إيفل سرفايفر 2 تواريخ الإصدار الأصلية: JP November 8, 2001 EU March 22, 2002                                                            | سنوات الإصدار وفقاً للمشغل: 2001 - اركيد,بلاي ستيشن 2                                                                                         |
| ريزدنت إيفل سرفايفر 2 تواريخ الإصدار الأصلية: JP November 8, 2001 EU March 22, 2002                                                            | |
| ريزدنت إيفل: ديد آيم تواريخ الإصدار الأصلية: JP February 13, 2003 NA June 17, 2003 PAL July 9, 2003                                            | سنوات الإصدار وفقاً للمشغل: 2002 -بلاي ستيشن 2                                                                                                |
| ريزدنت إيفل: ديد آيم تواريخ الإصدار الأصلية: JP February 13, 2003 NA June 17, 2003 PAL July 9, 2003                                            | |
| رزدنت إيفل أوت بريك تواريخ الإصدار الأصلية: JP December 11, 2003 NA March 31, 2004 PAL September 17, 2004                                      | سنوات الإصدار وفقاً للمشغل: 2003 -بلاي ستيشن 2                                                                                                |
| رزدنت إيفل أوت بريك تواريخ الإصدار الأصلية: JP December 11, 2003 NA March 31, 2004 PAL September 17, 2004                                      | |
| ريزدنت إيفل أوت بريك فايل 2 تواريخ الإصدار الأصلية: JP September 9, 2004 NA April 26, 2005 PAL August 26, 2005                                 | سنوات الإصدار وفقاً للمشغل: 2004 -بلاي ستيشن 2                                                                                                |
| ريزدنت إيفل أوت بريك فايل 2 تواريخ الإصدار الأصلية: JP September 9, 2004 NA April 26, 2005 PAL August 26, 2005                                 | |
| ريزدنت إيفل: ذا أمبريلا كرونيكلز تواريخ الإصدار الأصلية: NA November 13, 2007 JP November 15, 2007 EU November 30, 2007 AUS December 13, 2007  | سنوات الإصدار وفقاً للمشغل: 2007 - وي 2012 -بلاي ستيشن 3                                                                                      |
| ريزدنت إيفل: ذا أمبريلا كرونيكلز تواريخ الإصدار الأصلية: NA November 13, 2007 JP November 15, 2007 EU November 30, 2007 AUS December 13, 2007  | |
| ريزدنت إيفل: ذا دارك سايد كرونيكلز تواريخ الإصدار الأصلية: NA November 17, 2009 AUS November 26, 2009 EU November 27, 2009 JP January 14, 2010 | سنوات الإصدار وفقاً للمشغل: 2009 - وي 2012 -بلاي ستيشن 3                                                                                      |
| ريزدنت إيفل: ذا دارك سايد كرونيكلز تواريخ الإصدار الأصلية: NA November 17, 2009 AUS November 26, 2009 EU November 27, 2009 JP January 14, 2010 | |
| Resident Evil: The Mercenaries 3D تواريخ الإصدار الأصلية: JP June 2, 2011 NA June 28, 2011 AU June 30, 2011 EU July 1, 2011                    | سنوات الإصدار وفقاً للمشغل: 2011 - نينتندو 3دي أس 2012 - Nintendo eShop                                                                       |
| Resident Evil: The Mercenaries 3D تواريخ الإصدار الأصلية: JP June 2, 2011 NA June 28, 2011 AU June 30, 2011 EU July 1, 2011                    | |
| Resident Evil: Revelations تواريخ الإصدار الأصلية: JP January 26, 2012 EU January 27, 2012 NA February 7, 2012                                 | سنوات الإصدار وفقاً للمشغل: 2012 - نينتندو 3دي أس 2013 - وي U,بلاي ستيشن 3, أكسبوكس 360, ويندوز 2017 -بلاي ستيشن 4, أكسبوكس ون, نينتندو سويتش |
| Resident Evil: Revelations تواريخ الإصدار الأصلية: JP January 26, 2012 EU January 27, 2012 NA February 7, 2012                                 | |
| ريزدنت إيفل: أوبريشن راكون سيتي تواريخ الإصدار الأصلية: NA March 20, 2012 AU March 22, 2012 EU March 23, 2012 JP April 26, 2012                | سنوات الإصدار وفقاً للمشغل: 2012 -بلاي ستيشن 3, أكسبوكس 360, ويندوز                                                                           |
| ريزدنت إيفل: أوبريشن راكون سيتي تواريخ الإصدار الأصلية: NA March 20, 2012 AU March 22, 2012 EU March 23, 2012 JP April 26, 2012                | |
| ريزدنت إيفل: ريفلوشنز 2 تواريخ الإصدار الأصلية: NA February 24, 2015 EU February 25, 2015 JP February 25, 2015                                 | سنوات الإصدار وفقاً للمشغل: 2015 -بلاي ستيشن 3,بلاي ستيشن 4,بلاي ستيشن Vita, أكسبوكس 360, أكسبوكس ون, & ويندوز 2017 - نينتندو سويتش           |
| ريزدنت إيفل: ريفلوشنز 2 تواريخ الإصدار الأصلية: NA February 24, 2015 EU February 25, 2015 JP February 25, 2015                                 | |
| أمبريلا كوربس تواريخ الإصدار الأصلية: NA June 21, 2016 EU June 21, 2016 JP June 23, 2016                                                       | سنوات الإصدار وفقاً للمشغل: 2016 -بلاي ستيشن 4, & ويندوز                                                                                      |
| أمبريلا كوربس تواريخ الإصدار الأصلية: NA June 21, 2016 EU June 21, 2016 JP June 23, 2016                                                       | |
| ريزدنت إيفل:رزستنس تواريخ الإصدار الأصلية: NA April 3, 2020 EU April 3, 2020 JP April 3, 2020                                                  | سنوات الإصدار وفقاً للمشغل: 2020 -بلاي ستيشن 4, أكسبوكس ون, PC (Steam)                                                                        |
| ريزدنت إيفل:رزستنس تواريخ الإصدار الأصلية: NA April 3, 2020 EU April 3, 2020 JP April 3, 2020                                                  | ملاحظات: متاح مجانًا عند شراء ريزدنت إيفل3 |
| Resident Evil RE:Verse تاريخ الإصدار الأصلي: WW 2022                                                                                           | سنوات الإصدار وفقاً للمشغل: 2022 -بلاي ستيشن 4, أكسبوكس ون, أكسبوكس Series X,بلاي ستيشن 5, PC (Steam) & ويندوز                                |
| Resident Evil RE:Verse تاريخ الإصدار الأصلي: WW 2022                                                                                           | |

#### جوال
| العنوان | التفاصيل                                                                   |
| --- | -------------------------------------------------------------------------- |
| BIOHAZARD i SURVIVOR تواريخ الإصدار الأصلية: 2001                                                                               | سنوات الإصدار وفقاً للمشغل:                                                 |
| BIOHAZARD i SURVIVOR تواريخ الإصدار الأصلية: 2001                                                                               |                                                                            |
| BIO HAZARD ZOMBIE SHOOTER تواريخ الإصدار الأصلية:                                                                               | سنوات الإصدار وفقاً للمشغل: 2001                                            |
| BIO HAZARD ZOMBIE SHOOTER تواريخ الإصدار الأصلية:                                                                               |                                                                            |
| Resident Evil: The Missions تواريخ الإصدار الأصلية: 2D version JP December 1, 2003 3D version JP June 2, 2005 NA April 19, 2006 | سنوات الإصدار وفقاً للمشغل: 2003 - Mobile Phones                            |
| Resident Evil: The Missions تواريخ الإصدار الأصلية: 2D version JP December 1, 2003 3D version JP June 2, 2005 NA April 19, 2006 |                                                                            |
| Resident Evil: Confidential Report تواريخ الإصدار الأصلية: JP January 14, 2004 NA / PAL 2006                                    | سنوات الإصدار وفقاً للمشغل: 2004 - Mobile Phones                            |
| Resident Evil: Confidential Report تواريخ الإصدار الأصلية: JP January 14, 2004 NA / PAL 2006                                    |                                                                            |
| Resident Evil 4: Mobile Edition تواريخ الإصدار الأصلية: 2D Version 2005 3D Version 2009                                         | سنوات الإصدار وفقاً للمشغل: 2005 - N-Gage 2009 - Zeebo 2010 - Mobile Phones |
| Resident Evil 4: Mobile Edition تواريخ الإصدار الأصلية: 2D Version 2005 3D Version 2009                                         |                                                                            |
| BIOHAZARD THE STORIES تواريخ الإصدار الأصلية:                                                                                   | سنوات الإصدار وفقاً للمشغل:                                                 |
| BIOHAZARD THE STORIES تواريخ الإصدار الأصلية:                                                                                   |                                                                            |
| BIOHAZARD THE OPERATIONS تواريخ الإصدار الأصلية:                                                                                | سنوات الإصدار وفقاً للمشغل:                                                 |
| BIOHAZARD THE OPERATIONS تواريخ الإصدار الأصلية:                                                                                |                                                                            |
| BIOHAZARD the episodes تواريخ الإصدار الأصلية:                                                                                  | سنوات الإصدار وفقاً للمشغل:                                                 |
| BIOHAZARD the episodes تواريخ الإصدار الأصلية:                                                                                  |                                                                            |
| Resident Evil: Genesis تواريخ الإصدار الأصلية:                                                                                  | سنوات الإصدار وفقاً للمشغل:                                                 |
| Resident Evil: Genesis تواريخ الإصدار الأصلية:                                                                                  |                                                                            |
| BIOHAZARD Survival Door تواريخ الإصدار الأصلية:                                                                                 | سنوات الإصدار وفقاً للمشغل: 2010                                            |
| BIOHAZARD Survival Door تواريخ الإصدار الأصلية:                                                                                 |                                                                            |
| Resident Evil: Afterlife Movie Game تواريخ الإصدار الأصلية:                                                                     | سنوات الإصدار وفقاً للمشغل: 2010                                            |
| Resident Evil: Afterlife Movie Game تواريخ الإصدار الأصلية:                                                                     |                                                                            |
| Resident Evil: Mercenaries Vs. تواريخ الإصدار الأصلية: أبريل 14, 2011                                                           | سنوات الإصدار وفقاً للمشغل: 2011 - iOS                                      |
| Resident Evil: Mercenaries Vs. تواريخ الإصدار الأصلية: أبريل 14, 2011                                                           |                                                                            |
| Resident Evil: Degeneration تواريخ الإصدار الأصلية: 2D Version 2008 3D Version 2008                                             | سنوات الإصدار وفقاً للمشغل: 2008 - Mobile Phones, N-Gage                    |
| Resident Evil: Degeneration تواريخ الإصدار الأصلية: 2D Version 2008 3D Version 2008                                             |                                                                            |
| Resident Evil Assault The Nightmare تواريخ الإصدار الأصلية: Original Version 2001 Remake Version 2011                           | سنوات الإصدار وفقاً للمشغل: 2011 - Mobile Phones (only in Japan)            |
| Resident Evil Assault The Nightmare تواريخ الإصدار الأصلية: Original Version 2001 Remake Version 2011                           |                                                                            |
| Resident Evil ZombieBuster تواريخ الإصدار الأصلية:                                                                              | سنوات الإصدار وفقاً للمشغل:                                                 |
| Resident Evil ZombieBuster تواريخ الإصدار الأصلية:                                                                              |                                                                            |
| Resident Evil Uprising تواريخ الإصدار الأصلية:                                                                                  | سنوات الإصدار وفقاً للمشغل:                                                 |
| Resident Evil Uprising تواريخ الإصدار الأصلية:                                                                                  |                                                                            |
| Resident Evil Outbreak Survive تواريخ الإصدار الأصلية:                                                                          | سنوات الإصدار وفقاً للمشغل:                                                 |
| Resident Evil Outbreak Survive تواريخ الإصدار الأصلية:                                                                          |                                                                            |
| Minna to BIOHAZARD Clan Master تواريخ الإصدار الأصلية:                                                                          | سنوات الإصدار وفقاً للمشغل: 2012                                            |
| Minna to BIOHAZARD Clan Master تواريخ الإصدار الأصلية:                                                                          |                                                                            |
| Minna to BIOHAZARD Team Survive تواريخ الإصدار الأصلية:                                                                         | سنوات الإصدار وفقاً للمشغل: 2015                                            |
| Minna to BIOHAZARD Team Survive تواريخ الإصدار الأصلية:                                                                         |                                                                            |
| BAKAHAZA تواريخ الإصدار الأصلية:                                                                                                | سنوات الإصدار وفقاً للمشغل: 2017                                            |
| BAKAHAZA تواريخ الإصدار الأصلية:                                                                                                |                                                                            |

### باتشينكو
- Pachisuro Biohazard (2008)
- Biohazard 5 (2012)
- CR Biohazard (2013)
- CR Biohazard Zōshoku Version (2014)
- CR Biohazard Kansen Version (2014)
- CR Biohazard 0 (2015)
- CR Biohazard 0 Sweet Version (2015)
- CR Biohazard 0 Light Middle Type (2015)
- Pachisuro Biohazard 6 (2015)
- Pachisuro Biohazard Revelations (2017)
- Biohazard: Into the Panic (2018)
- CRF Biohazard Revelations (2018)
- PF Biohazard Revelations Light Version (2019)
- FEVER BIOHAZARD REVELATIONS 2 (2020)
- Pachisuro BIOHAZARD 7: Resident Evil Hazard Rush (2021)

## السينما والتلفزيون

### سلسلة أفلام الحركة الحية
| عنوان                                   | الاصدار | مخرج                | المنتج                                                                                       | الكاتب              |
| --------------------------------------- | ------- | ------------------- | -------------------------------------------------------------------------------------------- | ------------------- |
| ريزدنت إيفل (فيلم)                      | 2002    | بول أندرسون (مخرج)  | Paul W. S. Anderson, Bernd Eichinger، Jeremy Bolt، Samuel Hadida                             | Paul W. S. Anderson |
| ريزدنت إيفل: نهاية العالم               | 2004    | ألكسندر ويت         | Paul W. S. Anderson, Jeremy Bolt, Don Carmody                                                | Paul W. S. Anderson |
| ريزدنت إيفل: الانقراض                   | 2007    | راسل مولكاهي        | Paul W. S. Anderson, Jeremy Bolt, Robert Kulzer, Bernd Eichinger، Samuel Hadida              | Paul W. S. Anderson |
| ريزدنت إيفل: الآخرة                     | 2010    | Paul W. S. Anderson | Paul W. S. Anderson, Jeremy Bolt, Robert Kulzer, Don Carmody, Bernd Eichinger, Samuel Hadida | Paul W. S. Anderson |
| ريزدنت إيفل: الجزاء                     | 2012    | Paul W. S. Anderson | Paul W. S. Anderson, Jeremy Bolt, Samuel Hadida, Don Carmody, Robert Kulzer                  | Paul W. S. Anderson |
| ريزدنت إيفل: الفصل الأخير               | 2016    | Paul W. S. Anderson | Paul W. S. Anderson, Jeremy Bolt, Robert Kulzer, Samuel Hadida                               | Paul W. S. Anderson |
| ريزدنت إيفل: مرحبا بكم في مدينة الراكون | 2021    | Johannes Roberts    | James Harris, Hartley Gorenstein, Robert Kulzer                                              | Johannes Roberts    |

### أفلام انميشن
| عنوان                 | الاصدار | مخرج               | المنتج                                                  | الكاتب          |
| --------------------- | ------- | ------------------ | ------------------------------------------------------- | --------------- |
| بيوهازرد 4دي-إكسكيوتر | 2000    | Koichi Ohata       | Kenji Yoshida, Naoki Miyachi                            | Daisuke Okamoto |
| ريزدنت إيفل: الانحطاط | 2008    | Makoto Kamiya      | هيرويوكي كوباياشي (مطور ألعاب فيديو)                    | Shotaro Suga    |
| ريزدنت إيفل: الإدانة  | 2012    | Makoto Kamiya      | هيرويوكي كوباياشي (مطور ألعاب فيديو)                    | Shotaro Suga    |
| ريزدنت إيفل: الثأر    | 2017    | Takanori Tsujimoto | Hiroyuki Kobayashi, Hiroyasu Shinohara, Takashi Shimizu | Makoto Fukami   |

### سلسلة تلفزيونية
| عنوان                         | الاصدار    | استديو           |
| ----------------------------- | ---------- | ---------------- |
| Resident Evil                 | يوليو 2022 | Constantin Film  |
| الشر المقيم: الظلام اللانهائي | يوليو 2021 | طوكيو موفي شينشا |

## روايات

### بقلم إس دي بيري
| عنوان                                  | الاصدار | ملاحظة                                                 |
| -------------------------------------- | ------- | ------------------------------------------------------ |
| Resident Evil: The Umbrella Conspiracy | 1998    | Novelization of the original Resident Evil             |
| Resident Evil: Caliban Cove            | 1998    | Original story set after the events of the first novel |
| Resident Evil: City of the Dead        | 1999    | Novelization of Resident Evil 2                        |
| Resident Evil: Underworld              | 1999    | Original story after the events of the third novel     |
| Resident Evil: Nemesis                 | 2000    | Novelization of Resident Evil 3: Nemesis               |
| Resident Evil: Code Veronica           | 2003    | Novelization of Resident Evil - Code: Veronica         |
| Resident Evil: Zero Hour               | 2004    | Novelization of Resident Evil Zero                     |

### روايات أفلام الحركة الحية
| عنوان                            | الاصدار | مولف            | ملاحظة |
| -------------------------------- | ------- | --------------- | ------ |
| BIOHAZARD                        | 2002    | Osamu Makino    |        |
| Resident Evil: Genesis           | 2004    | Keith DeCandido |        |
| Resident Evil: Apocalypse        | 2004    | Keith DeCandido |        |
| Resident Evil: Extinction        | 2007    | Keith DeCandido |        |
| Resident Evil: Retribution       | 2012    | John Shirley    |        |
| Resident Evil: The Final Chapter | 2017    | Tim Waggoner    |        |

### روايات أخرى
| عنوان                                    | الاصدار | مولف           | ملاحظة |
| ---------------------------------------- | ------- | -------------- | ------ |
| Resident Evil: The Book                  | 1997    | Hiroyuki Ariga |        |
| BIO HAZARD The Wicked North Sea          | 1998    | Kyū Asakura    |        |
| Biohazard: to the Liberty                | 2002    | Suiren Kimura  |        |
| Biohazard: Rose Blank                    | 2002    | Tadashi Aizawa |        |
| Biohazard The Umbrella Chronicles SIDE A | 2007    | Osamu Makino   |        |
| Biohazard The Umbrella Chronicles SIDE B | 2008    | Osamu Makino   |        |
| biohazard DAMNATION                      | 2012    | Osamu Makino   |        |
| BIOHAZARD VENDETTA                       | 2017    | Osamu Makino   |        |

## كاريكاتير
| عنوان                                              | الاصدار     | ناشر        | عدد الإصدارات أو المجلدات |
| -------------------------------------------------- | ----------- | ----------- | ------------------------- |
| Resident Evil                                      | 1996        | مارفل كومكس | 1                         |
| Resident Evil: The Official Comic Magazine         | 1998 - 2001 | إميج كومكس  | 5                         |
| Resident Evil: Fire and Ice                        | 2000 - 2001 | Wildstorm   | 4                         |
| Resident Evil - Code: Veronica                     | 2002        | Wildstorm   | 4                         |
| BIOHAZARD UMBRELLA CHRONICLES: Prelude to the Fall | 2007        | أكيتا شوتين | 2 Chapters                |
| Resident Evil                                      | 2009 - 2011 | Wildstorm   | 6                         |
| Resident Evil: The Marhawa Desire                  | 2014 - 2015 | فيز ميديا   | 5                         |
| Biohazard: Heavenly Island                         | 2015 - 2017 | أكيتا شوتين | 5                         |
| Resident Evil: Infinite Darkness                   | 2021        | Tokyopop    | TBA                       |

## مسرحيات
| عنوان                             | الاصدار | منتج                                      |
| --------------------------------- | ------- | ----------------------------------------- |
| Biohazard The Stage               | 2015    | Avex Live Creative Ace Crew Entertainment |
| Musical Biohazard ~Voice of Gaia~ | 2016    | Umeda Arts Theater                        |
| Biohazard The Experience          | 2017    | Avex Live Creative Ace Crew Entertainment |

## روابط خارجية
- BioHazard / Resident Evil series على موبي غيمز